# 可児市立旭小学校
可児市立旭小学校（かにしりつ あさひしょうがっこう）は岐阜県可児市にある公立の小学校。

## 概要
- 通学区域は下切、今、大森の一部、大森台、みずきケ丘、姫ケ丘、松伏である。公立中学校の進学先は可児市立中部中学校である[1]。
- 1966年に学校の再編により、「可児町立平牧小学校」の校区の一部（大森）と「多治見市・可児町組合立姫治小学校」を統合し、新たに開校した小学校である。

## 沿革
- 1966年（昭和41年）4月 - 「可児町立平牧小学校」の校区の一部（大森）と「多治見市・可児町組合立姫治小学校」を統合し新たに可児町立南小学校として開校。校舎は無く、旧・平牧小学校を南小学校平牧教室、旧・姫治小学校を南小学校姫治教室とする。尚、南小学校姫治教室には、同年に姫治小学校から分割された多治見市立南姫小学校の児童も通学していた。
- 1967年（昭和42年）
  - 3月 - 多治見市立南姫小学校の校舎が完成し、南小学校姫治教室の多治見市の児童[注釈 1]が南姫小学校の新校舎に移る。
  - 5月 - 可児町立旭小学校に改称する。
- 1968年（昭和43年） - 現在地に校舎が完成。児童は新校舎に移動。
- 1976年（昭和51年） - 校舎を増築。
- 1980年（昭和55年） - 桜ケ丘小学校を分離する。
- 1982年（昭和57年）4月1日 - 可児町が市制施行して可児市となる。同時に可児市立旭小学校に改称する。